# A BBC gyermekműsorainak listája
Ez a lista a BBC gyerekeknek szóló műsorait tartalmazza. A műsorok az Egyesült Királyságban a CBBC-n és/vagy a CBeebies-en kerültek bemutatásra.
A = azt jelenti hogy a műsor a CBeebies-en is látható volt, vagy a 0–6 éves korosztály számára készült.

## 0-9
- 12 Again
- 3rd & Bird=
- 4 O'Clock Club
- 50/50
- 8:15 from Manchester
- 60 állati kalandom
- 64 Zoo Lane=
- 80 nap alatt a Föld körül Willy Foggal

## A
- Absolute Genius with Dick and Dom
- Ász a villám
- Ace Ventura: Állati nyomozó
- Activ8
- Az Addams család
- Adventure Florida
- The Adventures of Abney & Teal=
- The Adventures of McGee and Me
- The Adventures of Parsley
- The Adventures of Raggedy Ann and Andy
- The Adventures of Robinson Crusoe
- The Adventures of Shirley Holmes
- The Adventures of Sir Prancelot
- The Adventures of Skippy
- The Adventures of the Garden Fairies
- Against All Odds
- Agent Z and the Penguin from Mars
- Albert the Fifth Musketeer
- Alesha's Street Dance Stars
- Alfonso Bonzo
- Alienators: Evolution Continues
- Aliens in the Family
- The All-New Pink Panther Show
- The All-New Popeye Show
- All or Nothing
- All Over the Place
- All Your Own
- Alphabet Attack
- Alphablocks=
- Alvin és a mókusok
- The Alvin Show
- The Amazing Adventures of Morph
- Andy Pandy és barátai=
- Andy's Wild Adventures
- Angyalegér=
- Angus and Cheryl
- Animal Arc
- Animal Fair
- Animal Magic
- Animal World
- Animália
- A Gyűszűnyi Erdő Lakói
- Animorphs
- Anubisz házának rejtélyei
- Anthony Ant
- The Antics Road Show
- Anytime Tales
- Ape Man: Adventures in Human Evolution
- Aquila
- Archer's Goon
- Arizona
- Arthur
- Astroboy
- Atlantis High
- Attack of the Killer Tomatoes
- Az én kis szörnyeim

## B
- Babar=
- Bad Boyes
- Badjelly the Witch
- Baggy Pants and the Nitwits
- Bagpuss=
- A Bagoly
- Bailey Kipper's P.O.V.
- Bailey's Comets
- The Baker Street Boys
- Balamory=
- BAMZOOKi
- The Banana Splits=
- Bananaman
- Barbapapa
- Barmy Aunt Boomerang
- Barney
- Barney Bear
- Barney's Barrier Reef
- Barney's Latin America
- The Bartons
- The Basil Brush Show
- Basil's Swap Shop
  - Basil's Game Show
- Batfink
- Batman: A rajzfilmsorozat
- Battle of the Planets
- Batty Adventures
- Bay City
- BB3B
- Bear Behaving Badly
- A Bear Behind
- Beat the Boss
- Beat the Teacher
- Becky and Barnaby Bear
- Belfry Witches
- Bernard
- Bertha
- Bellamy's Backyard Safari
- Belle and Sebastian (1967 live action version)
- Belle and Sebastian
- Benji, Zax & the Alien Prince
- Best of Friends
- Betty Boop
- A Biblia gyermekeknek
- Bicsi Bocs kalandjai=
- Big and Small=
- Big Babies
- Big City Park=
- Big Cook, Little Cook=
- Big Kids
- The Big Knights
- Bill and Ben=
- Billy Bean and His Funny Machine
- Billy Webb's Amazing Stories
- Binka
- The Biskitts
- Bits and Bobs=
- Bitsa
- The Biz
- Bizzy Lizzy
- Blackhearts in Battersea
- Bleep and Booster
- Blinky Bill kalandjai
- Blood and Honey
- Bluebirds
- Blue Peter
- Bob, a mester=
- BoBoiBoy
- Bobinogs=
- Bod=
- Bodger and Badger=
- Bolondos dallamok
- Boogie Beebies=
- The Boot Street Band
- Boo!=
- The Borrowers
- Bosco
- The Bots Master
- The Box Of Delights
- The Brady Kids
- Brain-Jitsu
- Brambly Hedge
- BraveStarr
- Break In The Sun
- Break Point
- Bric-a-Brac
- Bright Sparks
- Bring It On
- The Brollys
- Brum=
- Bruno the Kid
- Bucky O'Hare and the Toad Wars
- Bump
- Bump in the Night
- Bundás és Rozsdás
- Bunkó és Vész
- A bűvös körhinta
- Bunyip
- Butterfly Island
- But First This (műsorblokk)
- Byker Grove

## C
- C Bear and Jamal
- Camberwick Green
- Captain Abercromby
- Captain Caveman and the Teen Angels
- Captain Pugwash
- Captain Scarlet and the Mysterons
- Captain Zep – Space Detective
- Carrie and David's Popshop
- Carrie's War
- Cartoon Critters
- Casper Classics
- Caterpillar Trail
- Cavegirl
- Century Falls
- ChalkZone
- Champion the Wonder Horse
- The Changes
- The Charlie Brown and Snoopy Show
- Charlie Chalk
- Charlie and Lola=
- Cheggers Plays Pop
- CBBC does Fame Academy
- The C.B. Bears
- Chigley
- Children of Fire Mountain
- The Children of Green Knowe
- The Chinese Puzzle
- Chipmunks Go to the Movies
- Chock-a-Block
- Christopher Crocodile
- Chuck Finn
- ChuckleVision
- Chuggington=
- Chute!
- Cidri Bence története
- The Clangers=
- Clarissa
- Class
- Clifford, a nagy piros kutya=
- Clifford's Puppy Days=
- Clockwise
- Clutter Nutters
- Codename Icarus
- Colour in the Creek
- Comic Relief Does Glee Club (only on BBC ONE)
- Conan the Adventurer
- Connie the Cow
- Copycats
- Cop School
- Corners
- The Country Boy
- Crackerjack
- Crisis Control
- Crush
- The Crust
- Crystal Tipps and Alistair
- Cubix
- Cuckoo Land
- Cupidon Mouse

## D
- Dance Factory
- Dani's House
  - Dani's Castle
- Dan Vs.
- Dark Season
- Dead Entry
- Dead Gorgeous
- Dear Mr Barker
- The December Rose
- Defenders of the Earth
- Degrassi Junior High
- The Demon Headmaster
- Dennis & Gnasher (1996-s verzió)
- Dennis & Gnasher (2009-s verzió)
- Deputy Dawg
- Desperados
- Dick and Dom in da Bungalow
- Diddy Dick and Dom
- Diddy Movies
- Dili Dolly kalandjai
- Dilly the Dinosaur
- Dini, a kis dinoszaurusz
- Dinky Dog
- Dino Babies
- Dinosapien
- Dinosaur Detectives
- Dipdap=
- Dirtgirlworld=
- Dizzy Heights
- Doctor Dolittle
- Dodgem
- Dogtanian and the Three Muskehounds
- Donald kacsa rajzfilmek
- Don and Pete
- Dooby Duck's Disco Bus
  - Dooby Duck's Euro Tour
  - Dooby's Duck Truck
- Doodle Do=
- Do Something Different
- Double Dare
- Drak Pack
- Droopy
- Droopy a mesterdetektív
- Driver Dan's Story Train=
- Dr Otter
- Dudley Do-Right
- The Dumping Ground
- Duncan Dares
- Dungeons and Dragons
- Dustbin Baby
- A dzsungel könyve

## E
- Earthfasts
- Ed and Oucho's Excellent Inventions
- The Ed and Zed Show
- Eggs 'n' Baker
- Election
- Elidor
- Eliot Kid
- El Nombre
- Emu's Broadcasting Company
- Enid Blyton's Enchanted Lands
- Ernie's Incredible Illucinations
- Escape from Jupiter
- Escape from Scorpion Island
- Eszes Jess=
- Ethelbert, a tigris
- Eureka TV
- Eureka
- Evacuation
- Even Stevens
- Expo

## F
- Fab Lab
- Fame Academy
- The Fame Game
- The Family Ness
- Fantastic Max
- Farkas a suliban
- Fast Forward
- Fiú tollakkal
- Felix the Cat
- Fergus McPhail
- Fiddley Foodle Bird
- Egérmese
- Fimblik=
- Fingerbobs=
- Fingermouse
- Finley the Fire Engine=
- Five Children and It
- Fixi, Foxi és barátaik
- Flash Gordon
- The Flashing Blade
- Flint the Time Detective
- Fit
- Frédi és Béni, avagy a két kőkorszaki szaki
  - The Flintstone Comedy Hour
  - The Flintstone Comedy Show
  - Frédi és Béni, avagy a kőkorszaki buli
- Flúgos futam
- The Flumps
- Fly Tales
- Forget Me Not Farm
- For the Children (előadások gyerekeknek)
- Fonz and the Happy Days Gang
- Frankenstein's Cat
- Fred Basset
- Freefonix – A zenebetyárok
- Free Willy
- Friday Download
- Friday Film Special
- Friends and Heroes
- Fudge
- Fully Booked
- Fungus the Bogeyman
- The Funky Phantom
- Funnybones
- The Further Adventures of SuperTed

## G
- A Görcs ikrek
- Comic Relief Does Glee Club
- G Force (Skócia)
- Bigyó fiú és Heather
- Galaxy Goof-Ups
- Galidor: Defenders of the Outer Dimension
- Galloping Galaxies!
- Garth and Bev=
- Gentle Ben
- Get 100
- Get Squiggling
- Get Your Own Back
- Ghostwriter
- Gimme A Break
- Gina's Laughing Gear
- Glad Rags
- Go Jetters=
- Go with Noakes
- Godzilla: The Series
- Going Live
- Goober and the Ghost Chasers
- Goofy
- Goosebumps
- Gordon a kerti törpe=
- Gordon the Gopher
- Gran
- Grandad
- Grandpa in My Pocket
- Grange Hill
- Gravedale High
- Green Balloon Club
- Greenclaws=
- Gruey
- Gyerünk ki a szabadba!
- The Genie From Down Under
- The Ghost Hunter
- The Gift
- The Godzilla Power Hour
- The Great Grape Ape Show
- The Greedysaurus Gang

## H
- Hacker Time
- Hai! Karate - Journey to Japan
- Hairy Jeremy
- Half Moon Investigations
- The Hallo Spencer Show
- Hangar 17
- Happy Families
- Hard Spell Abbey
- Harlem Globetrotters
- Harry and Toto
- Hartbeat
- Hattytown Tales
- Heads and Tails=
- Heathcliff
- Heathcliff – A csacska macska
- Hector Heathcote
- Hector's House
- Hedz
- Jaj, borzas brumi brancs!
- Help! My Supply Teacher's Magic
- Help! Teach is Coming to Stay
- Henry's Cat
- The Herbs
- Here Come the Double Deckers
- Hero to Zero
- Heyyy, It's the King!
- Hider in the House
- Higgledy House=
- A hegylakó
- Histeria!
- Hogyan működik?
- Hokey Cokey
- Hokey Wolf
- The Hollies School
- Hollywood 7
- Home Farm Twins
- Hong Kong Phooey
- Horrible Histories
- Horses Galore
- Hotch Potch House
- Hotel Trubble
- Hounded
- Hupikék törpikék
- The House Of Gristle
- Hububb
- Mark Twain: Tom Sawyer és Huck Finn kalandjai
- Hunter's Gold
- Hunyor-major

## I
- I Can Cook=
- I Can Dream
- Iconicles=
- I Dream
- Az ifjú Indiana Jones kalandjai
- I Hate This House
- I Love Mummy
- I Was a Rat
- The Impossibles
- Inch High Private Eye
- Incredible Games
- A hihetetlen Hulk
- The Infinite Quest (Doctor Who minisorozat)
- Ingenious
- Inside Life
- Insides Out
- Intergalaktikus konyha
- In the Night Garden=
- Ipso Facto
- Vasember
- Icipici pók
- It'll Never Work
- I Want My Own Room
- Ivor The Engine=
- Iznogoud

## J
- Jackanory=
- Jackie Chan legújabb kalandjai
- Jana of the Jungle
- Janosch's Story Time
- Jeopardy
- Jeremiah in the Dark Woods
- A Jetson család
- Jigsaw
- Jimbo and the Jet Set
- Jim Henson's Animal Show=
- Jinx
- Jockey School
- Joe
- Joe 90
- The Johnny and Inel Show
- Johnny and the Bomb
- Johnson and Friends
- Jonny Briggs
- Jonny Quest
- Joshua Jones
- Josie and the Pussycats in Outer Space
- Jossy's Giants
- The Journey of Allen Strange
- A jövőből jött lány
  - A jövőből jött lány 2. rész:A holnap vége
- The Juggler
- Julia Jekyll and Harriet Hyde
- Junior MasterChef
- Juniper Jungle
- Just Kidding
- Just So Stories
- Just William (1994)
- Just William (2010)

## K
- Katie and Orbie= (csak Mexicoban)
- Keep Your Enemies Close
- Keith Harris and Orville
- Kenan & Kel
- Kerching!
- Kerwhizz (2007-2012)
- Kedvenc kommandó
- Két buta kutya
- Kémsuli
- Kevin and Co.
- Kevin's Cousins
- Kick Start
- The Kids of Degrassi Street
- King Cinder
- King Greenfingers
- King Rollo
- Kissyfur
- Kizzy
- Knowhow
- The Koala Brothers (2004-2019)
- The Krankies Elektronik Komik
- Krypto, a szuperkutya
- The Kwicky Koala Show

## L
- L.A. 7
- The Lampies
- Ormányos család=
- Lassie
- Laurel and Hardy
- Lay on Five
- Lazy Town=
- Lazy Town Extra
- League of Super Evil
- The Legend of Dick and Dom
- The Legend of Prince Valiant
- A sárkány legendája
- The Legend of Tim Tyler
- Légy kreatív!
- Level Up
- Leonardo
- Lift Off! With Coppers and Co!
- The Likeaballs
- A Likely Lad
- Lilly, a kis boszorkány
- The Lingo Show=
- Lippy the Lion & Hardy Har Har
- The Littl' Bits
- The Littlest Hobo
- Littlest Pet Shop
- Charley mackó
- Little Howard's Big Question
- Little Human Planet
- Little Monsters
- Little Mouse on the Prairie
- The Little Polar Bear
- Little Red Tractor=
- Kis robotok=
- Little Sir Nicholas
- The Little Vampire
- Live & Kicking
- Lizzie Dripping
- Lizzie McGuire
- Lockie Leonard
- Locsi-fecsi Márta
- Look and Read
- The Lowdown
- Ludwig
- Luna
- Lunar Jim=

## M
- Maci Laci
  - Yogi's Gang
  - Yogi's Space Race
  - Maci Laci kincset keres
  - Yo Yogi!
- The Machine Gunners
- Maddigan's Quest
- Maggie
- Magic Grandad
- The Magic Key
- The Magical Adventures of Quasimodo
- Maid Marian and her Merry Men
- Mirabella Mama házimozija=
- Man Who Worked in the Garden
- Marine Boy
- Marlene Marlowe Investigates
- A ballantraei örökös
- Martin's Mice
- The Marvel Action Hour
- Mary Mungo & Midge
- The Mask: The Animated Series
- Match of the Day Kickabout
- Maya and Miguel
- Melvin and Maureen's Music-a-grams=
- Merlin kalandjai
- MetalHeads
- Me Too!=
- Miami 7
- Mick and Mac
- Mickey egér
- Microscopic Milton
- Microsoap
- Mighty Max
- Mighty Mouse
- Mighty Truck of Stuff
- Mike, Mop and the Moke
- Mike, a kis lovag
- Mission:2110
- Misterjaw
- Mister Maker=
- Model Millie=
- The Mole
- Muminok
- Moondial
- The Moon Stallion
- Mona the Vampire
- Monster Café=
- Monster Rancher
- Monster TV
- Monty the Dog
- Mop and Smiff
- The Morph Files
- Morris Minor's Marvellous Motors
- Mortified
- Mortimer and Arabel
- Mother Goose and Grimm
- Mouse and Mole
- The Movie Game
- Mr. Benn
- Mr. Magoo
- Mr. Men
- Mr. Wymi
- Mud
- Muddle Earth
- Muffin the Mule=
- Multi-Coloured Swap Shop
- The Mummy: The Animated Series
- Muppet Babies
- My Almost Famous Family
- My Friend Walter
- My Genius Idea
- Mythical Magical Creatures
- MySay
- The Mysterious Cities of Gold
- The Mysti Show
- MyWish

## N
- Napfény farm=
- Narnia krónikái
- Nelly Nut: Live
- Newsround
  - Newsround Showbiz
  - Newsround Specials
  - Sportsround
- The New Adventures of Black Beauty
- The New Adventures of Flash Gordon
- The New Adventures of Mighty Mouse
- The New Adventures of Speed Racer
- The New Adventures of Superman
- The New Adventures of Zorro
- The New Fred and Barney Show
- The New Lassie
- The New Shmoo
- The New Woody Woodpecker Show
- The New Yogi Bear Show
- The Next Big Thing
- Nina and the Neurons=
- Ninja Turtles: The Next Mutation
- No Sweat
- Noah's Island
- Noah and Nelly in... SkylArk
- Noah and Saskia (ended)
- Noddy (ended)=
- Noggin the Nog=
- Numberjacks=
- The Numtums=
- Numbertime
- Nuzzle and Scratch=
- Nyekk, a macska
- Nyúl Péter és barátai

## O
- Oakie Doke=
- Az óceán lánya (Ocean Odyssey néven)
- Az Óceán Csillaga
- Operation Ouch
- The Octonauts=
- Opposites Attract
- Olimar The Wondercat
- One Minute Wonders
- Only in America
- OOglies
- Orville and Cuddles
- Oscar Charlie
- Oscar's Orchestra
- Osker and the Ice-Pick
- Oucho The Cactus
- Our Planet
- Out of Tune
- Out There
- Outback 8
- Over the Moon with Mr. Boom=
- Ovide and the Gang
- Ókori kalandok (A Római Birodalom rejtélyei)

## P
- Pablo the Little Red Fox=
- Paddington medve
- Paradise Café
- Parallax
- Parallel 9
- Patrick's Planet
- Patrik Pacard
- Paw Paws
- P.C. Pinkerton
- The Pebbles and Bamm-Bamm Show
- Pedro and Frankensheep
- Penelope K, by the way
- Penny Crayon
- The Perishers
- Pán Péter, és a kalózok
- Phantom 2040
- Philbert Frog
- Philomena
- The Phoenix and the Carpet
- Picture Book
- Pie in the Sky
- Pigeon Street
- Pig Heart Boy
- Pigsty
- Pingu= (Megjegyzés: Nem került adásba a negyedik évada)
- Pink Panther & Sons0
- Pinky and Perky
- Pinky Dinky Doo
- Pinokkió
- Pinny's House
- Pirates
- The Pirates of Dark Water
- Phineas és Ferb
- Pitt & Kantrop
- Pixelface
- Pixie & Dixie
- Planet Ajay
- Planet Cook
- Planet Dinosaur Files
- Skicc bolygó
- Plasmo
- Playbus=
- Playdays=
- Play Away
- Play School
- Pluto
- Pocket Dragon Adventures
- The POD
- The Poddington Peas=
- Poetry Pie=
- The Pogles
- Pole Position
- Rendőrakadémia
- Polka Dot Shorts
- Popeye, a tengerész
  - Popeye and Son
- The Pop Zone
- Patrick, a postás=
  - Postás Pat - Különleges küldemények=
- Potsworth and Company
- Powers
- Pókember és az ő csodálatos barátai
- Pókember (televíziós sorozat, 1981)
- Pókember (televíziós sorozat, 1994)
- Prank Patrol
- Prank Patrol Down Under
- Prince of Atlantis
- Puppydog Tales
- The Puppy's Further Adventures
- Puzzle Trail

## Q
- The Quack Chat Show
- The Queen's Nose
- Quick Draw McGraw

## R
- Raa Raa the Noisy Lion=
- The Raccoons
- Radio Roo
- Radio Studio Compise
- Rag, Tag and Bobtail
- Ragtime
- Rastamouse=
- Rat-a-Tat-Tat
- Raven
  - Raven: The Dragon's Eye
  - Raven: The Island
  - Raven: The Secret Temple
- Razzledazzle=
- The Real Adventures of Jonny Quest
- Az igazán vad show
- Record Breakers
- Red Hand Gang
- Relic: Guardians Of The Museum
- Rentaghost
- Ren & Stimpy
- The Return of the Psammead
- Return to Jupiter
- The Revenge Files of Alistair Fury
- Rewind
- Richard Hammond's Blast Lab
- Roar
- Robinson Sucroe
- The Robonic Stooges
- Rocket Boy and Toro
- Rocky és Bakacsin kalandjai
- Roger and Co
- Roland and Ratfink
- Roland Rat
- Rolf's Cartoon Time
- Roly Mo Show
- The Roman Holidays
- Romuald the Reindeer
- Roobarb
- Rosie világa
- Roswell Conspiracies
- Rosszcsont Ralph
- Round the Twist
- Roy
- Rózsaszín párduc
- Rubbadubbers=
- A Rubovian Legend
- Rude Dog and the Dweebs
- Fecsegő tipegők (1999-2002 a Noggin-n)
- Rule The School
- Run the Risk
- Running Scared
- Rupert the Bear

## S
- S Club 7 Go Wild!
- S Club Juniors Summer Party
- S Club Search
- Saban's Adventures of Pinocchio
- Sadie J
- Salty
- Sam, a tűzoltó=
- Sam and Mark's Big Friday Wind-Up
- Sam and Mark's Guide to Dodging Disaster
- Sam and the River
- Sam on Boffs' Island
- Sarah Jane kalandjai
- Sarah Jane's Alien Files
- The Satellite Show
- Saturday Aardvark
- The Saturday Show
- Saturday Superstore
- School of Silence
- Scooby-Doo
  - Scooby-Doo Rajzfilmolimpia
  - Scooby-Doo, merre vagy?
  - Mizújs, Scooby-Doo?
  - Scooby-Doo: Rejtélyek nyomában
- Scoop
- Score with the Scaffold
- Screen Test
- Seaview
- Secret Life of Toys=
- The Secret Show
- Secret Squirrel
- See How They Run
- See It Saw It
- Sergeant Stripes=
- Serious
  - Gyerek Survivor Amazóniában
  - Serious Andes
  - Nehéz sarkvidék
  - A sivatag valósága
  - Serious Jungle
- Seven Little Australians
- Shakespeare: The Animated Tales
- The Shari Lewis Show
- Shaun a bárány
- Sheeep
- Csillogó vetélkedő=
- Isten hozta szigetünkön!
- Shoebox Zoo
- Short Change
- Show and Spell
- Sick as a Parrot
- The Silver Brumby
- Silver Surfer
- Simon and the Witch
- The Singing Kettle
- Six Classic Fairy Tales
- Skate Nation
- Skeleton Warriors
- Skip and Fuffy
- Skippy the Bush Kangaroo
- Skunk Fu - Balhé a völgyben
- The Slammer
- Small Potatoes=
- Smalltalk Diaries
- SMart
- SMarteenies=
- Smart Guy
- Smile
- The Smoggies
- The Smokehouse
- Snailsbury Tales
- Snorks
- Az ikrek Malibuból
- So You Want to Be Top
- Something Special=
- Sooty
- The Sorcerer's Apprentice
- Sorry, I've Got No Head
- Space Ark
- Space Pirates=
- Space Sentinels
- Space Vets
- Az elveszett dimenzió
- Speed Buggy
- Spider
- Spirit Warriors
- Spook Up!
- Spook Squad
- The Spooktacular New Adventures of Casper
- Spot the Dog=
- Spot's Musical Adventures
- Spy Trap
- Square One Television
- The Stables
- Stacey Stone
- Stake Out
- Starhill Ponies=
- Star Trek: The Animated Series
- Star Wars: Droids
- Star Wars: Ewoks
- Steel Riders
- Step Inside
- Stig of the Dump
- Stilgoe's On
- Stingray
- Stitch Up!
- Stone Protectors
- Stoppit and Tidyup
- The Story of the Treasure Seekers
- The Story of Tracy Beaker
- A mesemondók=
- The Strange Affair of Adelaide Harris
- Street Monsters
- Stuart Little: The Animated Series
- Student Bodies
- Studio E
- Stupid!
- Sub Zero
- Summerhill
- Summerton Mill
- The Sunday Gang
- Super Duper Sumos
- Super Rupert
- Superbods
- Superman: The Animated Series
- Superted
- Suspect
- Süsü keselyűk
- Swamp Thing
- SWAT Kats: The Radical Squadron
- Sweet Valley High
- System 93
- Színes halak

## T
- Tappancsmesék
- T. and T.
- Take a Bow
- Take Hart
- Take That
- Take Two
- Tales from Europe
- Tales of a Wise King
- Tales of Aesop
- Tales of the Riverbank
- Tales of the Tooth Fairies
- Tarzan, Lord of the Jungle
- Taz-mánia
- Tea with Grandma
- Ted Sieger's Wildlife
- Teddy Edward
- Teddy Trucks
- Tini Nindzsa Teknőcök
- Teletabik
- TeleQuest
- Telling Tales
- Tellytales=
- The Terrible Thunderlizards
- Tesz-Vesz város
- That Summer Day
- That's Genius! (vége)
- Theordore
- There's A Viking In My Bed
- These Are the Days
- Think of a Number
- Three Delivery
- Thumb Wrestling Federation
- Viharmadarak, előre!
- Viharmadarak 2086
- Villámmacskák (Az 1. évad első felét 1987-n, a második felét 1990-n sugározták. A második évadot sosem vetítették)
- Tikkabilla=
- Timeless Tales from Hallmark
- Time Busters
- Time Warp Trio
- Timmy, a kis bárány=
- TMi
- Tinga Tinga mesék=
- Tintin kalandjai
- Tiny and Mr Duck's Huge Show
- ToddWorld=
- To Me, To You!
- Tom és Jerry
- Tom és Jerry gyerekshow
- Tom és Jerry új kalandjai
- Tom Tom
- Tom's Midnight Garden
- Tommy Zoom=
- Toonatics
- Turpi úrfi
- Top of the Pops Reloaded
- The Torch
- Totally Doctor Who
- Totally Rubbish
- Tots TV= (2004–2006)
- Tottie: The Story of a Doll's House
- Touché Turtle and Dum Dum
- Towser
- Toxic Crusaders
- Tracy Beaker Returns
- Trading Places
- Transmission Impossible with Ed & Oucho
- Trapped!
- Travel Bug
- A Traveller in Time
- Treasure
- Trükkös Tom
- Tricks 'n' Tracks
- Tricky Business
- The Tripods
- Trollz
- Tronji
- Troublemakers
- The True Meaning of Crumbfest
- True Tilda
- Trumpton
- Tucker's Luck
- Tweeniék=
- Szőrmókák
- Two by Two
- T.T.V.
- Tündéri keresztszülők

## U
- Ultimate Book of Spells
- UGetme
- UK Top 40
- Uki=
- UKool
- Ultimate Sports Day
- Ulysses 31
- Uncle Jack
- Uncle Max
- Undercover Dads!
- Undercover Elephant
- The Underdog Show on CBBC
- Underground Ernie=
- Up on Our Street

## V
- Val Meets The VIPS
- Valley of the Dinosaurs
- Vár a vár
- Visionaries: Knights of the Magical Light
- Vision On
- Viva S Club
- The Voyages of Doctor Dolittle

## W
- Wait For It...!
- Walking the Dog
- Wallace és Gromit
- Wallace, Gromit és az újító szellem
- Wally Gator
- Watch=
- Watch My Chops
- Watch with Mother
- Waterfalls
- Watt on Earth
- Waybuloo=
- The Wayne Manifesto
- We Are the Champions
- What? Where? When? Why?=
- What's Inside?
- White Peak Farm
- Whizz
- Whizz Whizz Bang Bang
- Who, Sir? Me, Sir?
- Who Let the Dogs Out?
- Szuperhős kerestetik
- Why Don't You
- Why 5
- Wibbly Pig=
- Wide Eye
- Wiggly Park
- Wild About Animals
- The Wild House
- Wild Tales
- A Thornberry család
- William's Wish Wellingtons=
- Willo the Wisp
- Wingin' It
- Winsome Witch
- Wishing
- W.I.T.C.H.
- The Wizard of Oz
- Wizards vs Aliens
- Wizbit
- The Wombles=
- Woolly and Tig
- Words and Pictures=
- Wolfblood
- Wonderful World of Weird
- The Woodentops
- Woody Woodpecker
- World of Happy
- Worzel Gummidge Turns Detective
- The Wuzzles

## X
- Xchange
- X-Men
  - X-Men - Az újrakezdés
- X-perimental

## Y
- Yo! Diary
- Joho-ahoj=
- Yoko! Jakamoko! Toto!=
- Young Dracula
- You and Me
- You Should Be So Lucky
- Yvon of the Yukon

## Z
- Zigby=
- Zig Zag
- ZingZillas=
- Zokko
- Zombie Hotel

## Fordítás
- Ez a szócikk részben vagy egészben  a   List_of_BBC_children's_television_programmes című angol Wikipédia-szócikk fordításán alapul.  Az eredeti cikk szerkesztőit annak laptörténete sorolja fel. Ez a jelzés csupán a megfogalmazás eredetét és a szerzői jogokat jelzi, nem szolgál a cikkben szereplő információk forrásmegjelöléseként.